# Baiyun, Heilongjiang
Baiyun (kinesiska: 白云, 白云乡) är en socken i Kina. Den ligger i provinsen Heilongjiang, i den nordöstra delen av landet, omkring 380 kilometer norr om provinshuvudstaden Harbin. Antalet invånare är 15 713. Befolkningen består av 7 550 kvinnor och 8 163 män. Barn under 15 år utgör 14,0 %, vuxna 15-64 år 79 %, och äldre över 65 år 5,0 %.
Runt Baiyun är det ganska glesbefolkat, med 34 invånare per kvadratkilometer. Det finns inga andra samhällen i närheten. Trakten runt Baiyun består till största delen av jordbruksmark.
Genomsnittlig årsnederbörd är 928 millimeter. Den regnigaste månaden är juli, med i genomsnitt 233 mm nederbörd, och den torraste är januari, med 11 mm nederbörd.